# Административно-территориальное устройство нацистской Германии
Административно-территориальное устройство нацистской Германии — административно-территориальное деление Германии в 1933-1945 гг.
Исторически сложившаяся административная модель, доставшаяся нацистской Германии в наследство от Веймарской республики, — разделение страны на земли — не была ликвидирована и формально продолжала существовать вплоть до краха Рейха в мае 1945 года, несмотря на планы нацистов провести административно-территориальную реформу (нем. Reichsreform).

## Собственно Германия и аннексировавшиеся ею 1938-1945 гг. территории

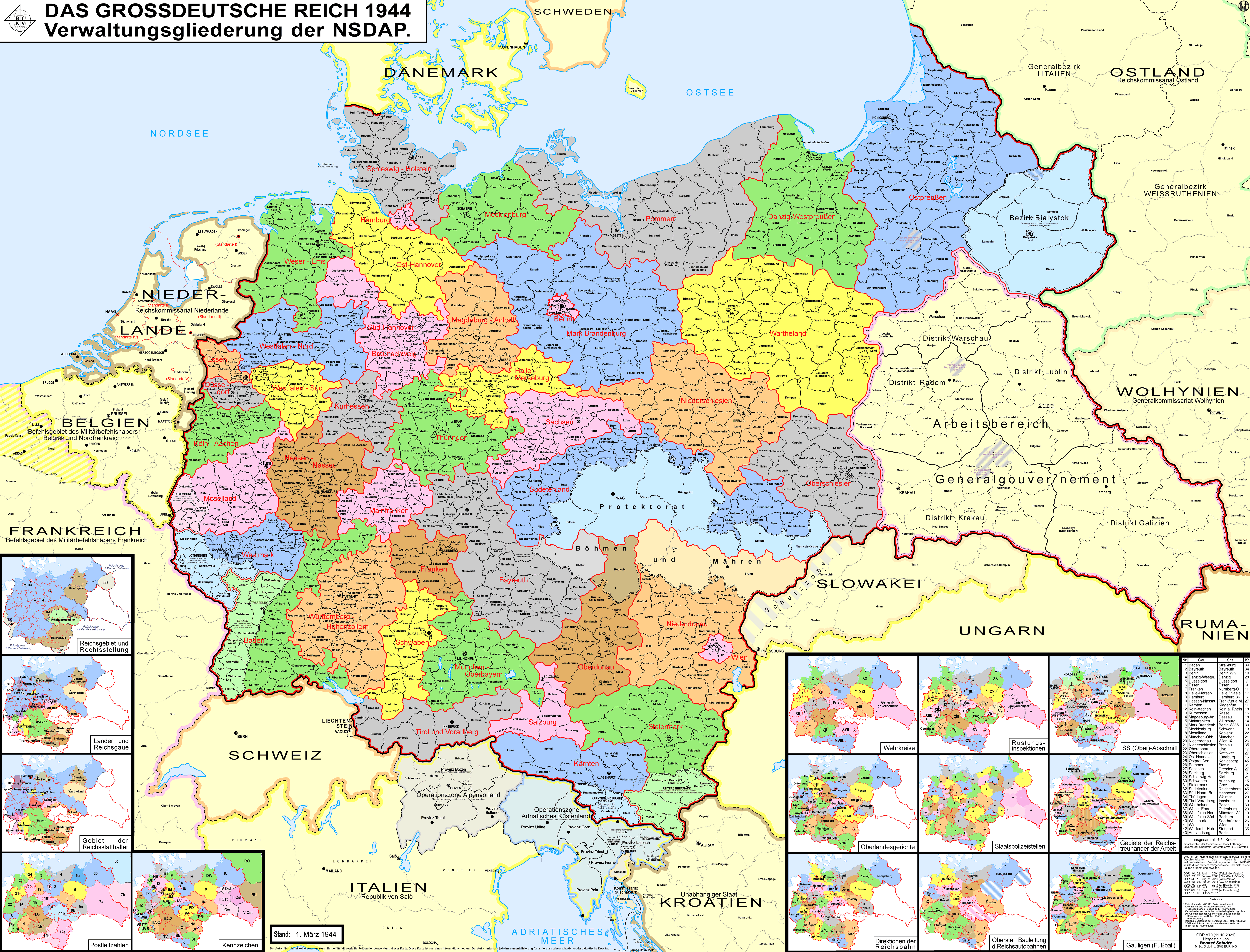
Великогерманская империя

Территория Германии в нацистский период делилась на земли (Land) и рейхсгау (Reichsgau), большинство жителей которых имели её гражданство. Земли и рейхсгау делились на районы и города земельного подчинения.

### Земли
| Русское название | Немецкое название     | Адм. центр |
| ---------------- | --------------------- | ---------- |
| Анхальт          | Land Anhalt           | Дессау     |
| Бавария          | Land Bayern           | Мюнхен     |
| Баден            | Land Baden            | Карлсруе   |
| Брауншвейг       | Land Braunschweig     | Брауншвейг |
| Бремен           | Land Bremen           | Бремен     |
| Вюртемберг       | Land Württemberg      | Штутгарт   |
| Гамбург          | Land Hamburg          | Гамбург    |
| Гессен           | Land Hessen           | Дармштадт  |
| Липпе            | Land Lippe            | Детмольд   |
| Любек            | Land Lübeck           | Любек      |
| Мекленбург       | Land Mecklenburg      | Шверин     |
| Ольденбург       | Land Oldenburg        | Ольденбург |
| Пруссия          | Land Preussen         | Берлин     |
| Саксония         | Land Sachsen          | Дрезден    |
| Тюрингия         | Land Thüringen        | Веймар     |
| Шаумбург-Липпе   | Land Schaumburg-Lippe | Бюккебург  |

Земли управлялись имперскими наместники (Reichsstatthalter), назначавшиеся имперским правительства и которым были подчинены премьер-министры и министерства земель.

### Рейхсгау
Территории, аннексированные Германией в 1938-1945 гг., становились рейхсгау.
| Русское название          | Немецкое название    | Адм. центр                 | Годы существования | Местонахождение                                                                                            |
| ------------------------- | -------------------- | -------------------------- | ------------------ | --- |
| Вартеланд                 | Wartheland           | Познань                    | 1939-1945          | Познаньское воеводство Польши.                                                                             |
| Вена                      | Wien                 | Вена                       | 1938-1945          | земля Австрии Вена                                                                                         |
| Верхний Дунай             | Oberdonau            | Линц                       | 1938-1945          | земля Австрии Верхняя Австрия, с 1938 года часть южной Богемии.                                            |
| Данциг — Западная Пруссия | Danzig — Westpreußen | Данциг                     | 1939-1945          | Поморское воеводство Польши.                                                                               |
| Зальцбург                 | Salzburg             | Зальцбург                  | 1938-1945          | земля Австрии Зальцбург.                                                                                   |
| Каринтия                  | Kärnten              | Клагенфурт                 | 1938-1945          | земля Австрии Каринтии и восточная часть бывшей австрийской земли Тироль.                                  |
| Нижний Дунай              | Niederdonau          | Кремс                      | 1938-1945          | земля Австрии Нижняя Австрия, северная часть земли Австрии Бургенланд и, с 1938 года, часть южной Моравии. |
| Судетенланд               | Sudetenland          | Рейхенберг (бывш. Либерец) | 1938-1945          | немецкоязычные (на тот момент) общины Чехии.                                                               |
| Тироль-Форарльберг        | Tirol-Vorarlberg     | Иннсбрук                   | 1938-1945          | земли Австрии Форарльберг и Тироль.                                                                        |
| Штирия                    | Steiermark           | Грац                       | 1938-1945          | земля Австрии Штирия, южная часть земли Австрии Бургенланд.                                                |

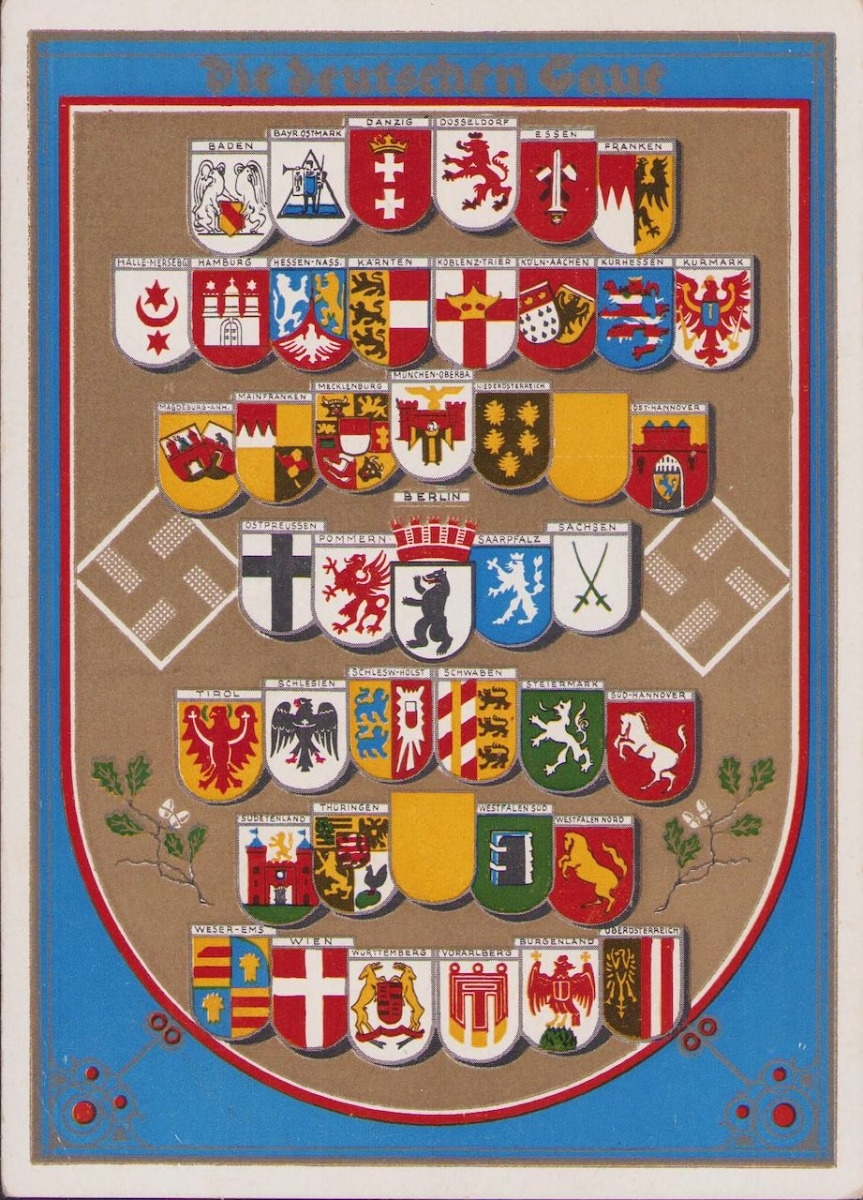
Гербы гау по состоянию на октябрь 1939 года

Также как и земли рейхсгау управлялись имперскими наместниками, назначавшимися имперским правительством, но не имели в отличие от них собственных премьер-министров и министерств.
В декабре 1944 года непосредственно перед наступлением гитлеровских войск в Арденнах на территории Военной администрации в Бельгии и Северной Франции (см. ниже) были образованы, но фактически не успели воплотиться в реальность ещё два рейхсгау и один дистрикт:
- Валлония (нем. Wallonien) — с 8 декабря 1944 года, центр в Льеже.
- Фландрия (нем. Flandern) — с 15 декабря 1944 года, центр в Антверпене.
- Дистрикт Брюссель (нем. Brüssel).

Существовали, но не были воплощены планы:
- объединение Саара, Рейнланд-Пфальца и Лотарингии в рейхсгау Вестмарк (Западная марка);
- объединение Бадена и Эльзаса (Baden-Elsaß) в рейхсгау Верхний Рейн (Oberrhein);
- Готенгау в Крыму[3][4]

## Оккупированныетерритории
Территории которые в 1939-1945 гг. были оккупированы Германией могли либо управляться немецкими военными, либо передаваться под внешнее управление немецких гражданских чиновников. Их жителям не предоставлялось гражданство Германии.

### Гражданские администрации
Формы гражданских администраций:
- Генерал-губернаторство — оккупированная Германией территория управлявшаяся гражданским генерал-губернатором;
- Рейхспротекторат — оккупированная Германией территория управлявшаяся рейхспротектором;
- Рейхскомиссариаты — оккупированные Германией  в 1939-1945 гг. территории управлявшиеся полномочными представителями её правительства («рейхскомиссарами»)
- Области гражданского управления — оккупированные Германией в 1939-1945 гг. территории управлявшиеся немецкими гражданскими чиновниками должность которого называлась «глава гражданской администрации».

Территория генерал-губернаторства делилась на дистрикты (Галиция, Краков, Люблин, Радом, Варшава), территория Рейхспротектората Богемия и Моравия — на округа (Ческе-Будеёвице, Градец-Кралове, Пльзень, Праг, Брно, Йиглава, Острава), территории крупных рейхскомиссариатов — на генеральные округа.
| Русское название                   | Немецкое название              | Адм. центр | Годы существования | Местонахождение |
| ---------------------------------- | ------------------------------ | ---------- | ------------------ | --- |
| Генерал-губернаторство             | Generalgouvernement            | Краков     | 1939-1945          | Люблинское, Краковское, Келецкое и часть Варшавского воеводств Польши, с 1941 года — Львовская, Ивано-Франковская и Тернопольская области УССР |
| Рейхспротекторат Богемия и Моравия | Protektorat Böhmen und Mähren  | Прага      | 1939-1945          | земли Чехия и Моравия Чехословакии |
| Рейхскомиссариат Нидерланды        | Reichskommissariat Niederlande | Амстердам  | 1940-1945          | Нидерланды |
| Рейхскомиссариат Норвегия          | Reichskommissariat Norwegen    | Осло       | 1940-1945          | Норвегия |
| Рейхскомиссариат Остланд           | Reichskommissariat Ostland     | Рига       | 1941-1945          | БССР, Латвийская ССР, Литовская ССР, Эстонская ССР                                                                                             |
| Рейхскомиссариат Украина           | Reichskommissariat Ukraine     | Ровно      | 1941-1944          | УССР |
| Округ Белосток                     | Bezirk Bialystok               | Белосток   | 1941-1944          | Белостокская область БССР |
| Эльзас                             | CdZ-Gebiet Elsaß               | Страсбург  | 1940-1944          | область Франции Эльзас |
| Лотарингия                         | CdZ-Gebiet Lothringen          | Мец        | 1940-1944          | область Франции Лотарингия |
| Каринтия и Крайна                  | CdZ-Gebiet Kärnten und Krain   | Блед       | 1941-1945          | часть Дравской бановины |
| Люксембург                         | CdZ-Gebiet Luxemburg           | Люксембург | 1940-1944          | Люксембург |
| Нижняя Штирия                      | CdZ-Gebiet Untersteiermark     | Марибор    | 1941-1945          | часть Дравской бановины |

Также планировалось создать Рейхскомиссариат Московия, Рейхскомиссариат Кавказ и Рейхскомиссариат Туркестан.

### Военные администрации
Кроме того, параллельно гражданским органам власти, вместе с ними или вместо них существовали военные администрации.
- Военная администрация во Франции (нем. Militärverwaltung in Frankreich)
- Военная администрация в Бельгии и Северной Франции (нем. Militärverwaltung in Belgien und Nordfrankreich)
- Военная администрация в Сербии (нем. Militärverwaltung in Serbien)
- Дания — после 29 августа 1943 года. См. en:Occupation of Denmark
- Монако — после 1943 года.
- В северной Италии:
  - Предальпийская оперативная зона (нем. Operationszone Alpenvorland) — с 10 сентября 1943.
  - Оперативная зона Адриатического побережья (нем. Operationszone Adriatisches Küstenland) — с 10 сентября 1943.

В некоторых случаях никаких управленческих структур не создавалось вообще:
- Ливия и Тунис — c 12 февраля 1941 до 13 мая 1943 года.

Территории при наличии немецкой военной оккупационной администрации имевшие собственные правительства
- Дания — до 29 августа 1943 года.
- Нормандские острова — де-факто до 16 мая 1945 года.
- Монако — до 1943 года.
- Сан-Марино
- Сербия — с 6 апреля 1941 до мая 1944 года.
- Королевство Черногория — с октября 1943 до декабря 1944.
- Греческое государство — совместно с Италией, с 9 апреля 1941 до октября 1944.
- Независимая республика Македония — с 8 сентября до 13 ноября 1944 года.

## Марионеточные государства
- Словацкая республика — с 15 марта 1939 до 4 апреля 1945 года.
- Французское государство — с 10 июля 1940 до 25 августа 1944 года.
- Королевство Албания — с 25 июля 1943 до 28 ноября 1944.
- Независимое государство Хорватия — с 10 апреля 1941 года до 8 мая 1945 года.

## Страны-союзники
- Румыния — до 23 августа 1944 года.
- Болгария — до 9 сентября 1944 года.
- Финляндия — до конца сентября 1944 года; с 1 октября 1944 по 25 апреля 1945 Лапландская война.
- Венгрия — до 16 октября 1944 года.
- Венгерское государство — с 16 октября 1944 года до 8 мая 1945 года.
- Итальянская социальная республика — с 23 сентября 1943 до 25 апреля 1945 года.

## Другие территориальные претензии

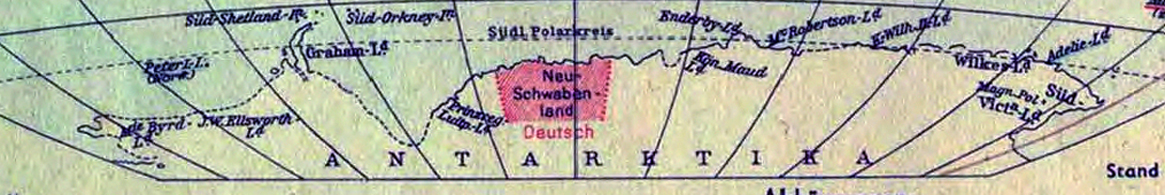
Фрагмент немецкой карты мира 1941 года, показывающий Новую Швабию как владение Германии

Немецкий флаг Новой Швабии

Новая Швабия — территория, которая располагалась на земле Королевы Мод в Антарктиде, нацистская Германия претендовала на нее в период с 19 января 1939 года по 8 мая 1945 года, иногда в немецких нацистских источниках ее называли «немецкий антарктический сектор», он располагался между 4°50' и 16°30' в. д. Третий Рейх провёл несколько экспедиций на территорию Новой Швабии, но проект по заселению и строительству баз на этой территории так и не был реализован.
Формально от этих территориальных претензий Германия не отказалась по сей день. На территорию Новой Швабии с 1938 года претендовала ещё и Норвегия.